# Kaga-Bandoro
Kaga-Bandoro – miasto w Republice Środkowoafrykańskiej; w prefekturze ekonomicznej Nana-Grébizi; zamieszkuje je 57 000 osób (2006). Przemysł spożywczy, odzieżowy.
Miasto jest siedzibą ordynariusza katolickiej diecezji Kaga-Bandoro. W latach 2015–2024 był nim pochodzący z Polski biskup misjonarz Tadeusz Kusy OFM. Pochowany w miejscowej katedrze św. Teresy od Dzieciątka Jezus i Świętego Oblicza.